# Ivo Martinović

Bischofswappen von Ivo Martinović

Ivo Martinović TOR (* 28. Juni 1965 in Županja, Jugoslawien) ist ein kroatischer römisch-katholischer Ordensgeistlicher und Bischof von Požega.

## Leben
Ivo Martinović besuchte eine Schule in Zagreb und trat später der Ordensgemeinschaft der Regulierten Franziskaner-Terziaren bei. Anschließend studierte er Philosophie und Katholische Theologie an der Universität Zagreb. Martinović legte am 2. August 1987 die erste und am 4. Oktober 1990 die feierliche Profess ab. Am 28. Juni 1992 empfing er in Zagreb das Sakrament der Priesterweihe.
Nach der Priesterweihe war Martinović zuerst als Pfarrvikar in Belišće (1992–1993) und in Split (1993–2001) tätig, bevor er 2001 Pfarrer der Pfarrei St. Johannes Baptist in Zadar wurde. Von 2005 bis 2009 war er Pfarrer der Pfarrei St. Franz Xaver in Zagreb. 2009 wurde er für weiterführende Studien nach Rom entsandt, wo er 2011 an der Päpstlichen Lateranuniversität ein Lizenziat im Fach Pastoraltheologie erwarb. Nach der Rückkehr in seine Heimat gehörte Martinović zunächst dem Provinzialrat der Regulierten Franziskaner-Terziaren an, bevor er 2013 Pfarrer der Pfarrei Hl. Familie in Split und Lehrer am dortigen ordenseigenen Kleinen Seminar St. Joseph wurde. Zudem gehörte er von 2013 bis 2018 dem Priesterrat des Erzbistums Split-Makarska an. Anschließend leitete er die Kommission für die Fortbildung bei der Kroatischen Ordenskonferenz. Ab 2020 fungierte Martinović als Provinzialminister der kroatischen Ordensprovinz Hl. Hieronymus der Regulierten Franziskaner-Terziaren.
Am 11. März 2024 ernannte ihn Papst Franziskus zum Bischof von Požega. Der Erzbischof von Zagreb, Dražen Kutleša, spendete ihm am 8. Juni desselben Jahres in der Kathedrale Hl. Teresa von Ávila in Požega die Bischofsweihe; Mitkonsekratoren waren der Erzbischof von Đakovo-Osijek, Djuro Hranić, und der emeritierte Bischof von Požega, Antun Škvorčević.